# Ivan Diego
Ivan Diego Cuauhtlatoatzin (nah. "onaj koji govori poput orla"; Tlayacac, oko 1474. – Tenochtitlan, 30. svibnja 1548.), meksički svetac Katoličke Crkve koji je imao ukazanja Djevice Marije.

## Životopis
Ivan Diego rođen je u indijanskom selu Tlayacac u današnjem Meksiku. Krstili su ga prvi franjevački misionari u Meksiku, vjerojatno 1524. Godine 1529., preminula je njegova supruga Maria Lucia. Djevica Marija ukazivala se Ivanu Diegu na brdu Tepeyacu sjeverno od Mexico Cityja od 9. do 12. prosinca 1531. godine. Obratila mu se četiri puta na njegovom asteškom jeziku nahuatlu i tražila da se na tom mjestu sagradi i posveti crkva u njenu čast. 

U izvoru Nican mopohua zapisano je, da je Gospa Ivanu Diegu rekla i sljedeće: 
»Znaj, najmanji moj sine, da sam ja vazda djevica, presveta Marija, majka najistinitijeg i jedinoga Boga, po kojemu sve opstoji, koji je Stvoritelj života i ljudi, gospodar neba i zemlje. Žarko želim da se na ovom mjestu sagradi moj mali sveti dom, crkva u kojoj ću puku iz ljubavi na vidljiv način iskazati milosrđe, pomoć i zaštitu. Jer ja sam zbilja vaša milostiva mati: tvoja, svih onih koji zajedno nastavaju ovu zemlju i svih onih koji me ljube, zazivaju, obraćaju i potpuno se u mene pouzdavaju. Ovdje ću slušati vaš plač i jadikovke. Bit ćete mi u srcu i brinut ću se da vam pomognem u svim vašim brojnim brigama, patnjama i bolestima.«
To je obznanio prvom meksičkom biskupu franjevcu Juan de Zumarragi, koji je pri tom susretu bio nepovjerljiv. Vidiocu se nakon povratka kući, istog dana i na istom mjestu, drugi put ukazala Gospa, koja mu je zapovjedila da sutradan ponovno zamoli biskupa. Sutradan, u nedjelju 10. prosinca 1531., Ivan Diego biskupu ponovno prenosi Gospinu želju, koji tada traži neki dokaz, da se uvjeri u vjerodostojnost ukazanja. Ivan Diego na povratku kući ponovno ugleda Gospu, koja mu obećaje dati biskupu znak koji traži. Zbog stričeve bolesti u ponedjeljak, 11. prosinca 1531., ostaje kod kuće. Sutradan, u utorak, 12. prosinca 1531., žurno odlazi potražiti ispovjednika za umirućeg strica, a na putu mu se ponovno ukazuje Gospa. 
Uvjerava ga, da mu stric tom prigodom neće umrijeti i šalje ga na prvobitno mjesto ukazanja, gdje će ga čekati znak koji biskup očekuje. Na ogoljenom polupustinjskom brdašcu, u zimsko doba, ugledao je prekrasne kastiljanske ruže koje su biskupu i svim Španjolcima trebale poslužiti kao razvidan dokaz za istinitost čuda. Ivan Diego ih bere i stavlja u tilmu (na Nahuatlu naziv za asteški izvanjski ogrtač, vrstu deke ili ponča, koriste ga siromašni Indijanci, veže se na ramenu) i iznova odlazi biskupu. Kada je pred biskupom otvorio svoju tilmu na ogrtaču se ugledala Gospina slika. 
Ivan Diego je nakon povratka kući našao potpuno zdrava strica Juan Bernardina, koji mu je potvrdio kako se i njemu ukazala Gospa, da ga je ona ozdravila i da je njen naziv, kojim će biti čašćena na slici, prema njezinim riječima, Uvijek Djevica sveta Marija Guadalupska. Nakon ukazanja, milijuni Meksikanaca postali su katolici. Svetište Bazilika Gospe Guadalupske je jedno od najposjećenijih katoličkih svetišta na svijetu te je priznato od Katoličke Crkve. 

## Štovanje
Kult sveca Ivana Diega počeo se širiti u Meksiku nedugo nakon njegove smrti. U njegovu rodnu mjestu izrađena je crkva posvećena Gospi. Njegov liturgijski spomen slavi se 9. prosinca. 6. svibnja 1990. papa Ivan Pavao II. proglasio ga je blaženim na svečanoj misi u bazilici Gospe od Guadalupe. Tijekom svoga drugoga putovanja u Meksiko, Ivan Pavao II. proglasio je Ivana Diega svecem. Kanonizacija se održala u Guadalupi 31. srpnja 2002.

## Poveznice
- Gospa od Guadalupe
- Gospa Fatimska
- Gospa Lurdska
- Dodatak:Popis svetaca koje je kanonizirao papa Ivan Pavao II.

## Vanjske poveznice
Ostali projekti
|  | Zajednički poslužitelj ima još gradiva o temi Ivan Diego |

Mrežna mjesta
- Juan Diego Cuauhtlatoatzin, Kongregacija za kauze svetaca, www.causesanti.va (tal.)